# Pavare triunghiulară

Pavarea duală

În geometrie pavarea triunghiulară este una dintre cele trei pavări regulate, adică  pavări uniforme ale planului euclidian, și este singura pavare în care dalele (formele constitutive) nu sunt paralelogoane. Deoarece unghiul intern al triunghiului echilateral este de 60°, șase triunghiuri care se întâlnesc într-un punct acoperă 360°. Pavarea triunghiulară are simbolul Schläfli {3,6}.
Celelalte două pavări regulate sunt pavarea pătrată și pavarea hexagonală.

## Colorare uniformă
Există 9 colorări uniforme diferite ale unei pavări triunghiulare. (Culorile celor 6 triunghiuri din jurul unui vârf sunt notate prin indici: 111111, 111112, 111212, 111213, 111222, 112122, 121212, 121213, 121314) Trei dintre ele pot fi derivate din altele prin repetarea culorilor: 111212 și 111112 din 121213 combinând 1 și 3, în timp ce 111213 este redusă de la 121314.
Există o clasă de colorare arhimedică, 111112, (marcată cu un *) care nu este 1-uniformă, care conține rânduri alternative de triunghiuri în care fiecare treime este colorată. Exemplul prezentat este 2-uniform, dar există o infinitate de astfel de colorări arhimedice care pot fi create prin deplasări orizontale arbitrare ale rândurilor.
| 111111     | 121212      | 111222     | 112122    | 111112(*) |
|            |             |            |           |           |
| p6m (*632) | p3m1 (*333) | cmm (2*22) | p2 (2222) | p2 (2222) |

| 121213     | 111212     | 111112     | 121314   | 111213   |
|            |            |            |          |          |
| p31m (3*3) | p31m (3*3) | p31m (3*3) | p3 (333) | p3 (333) |

## Rețeaua A2 și împachetarea cercurilor
Aranjamentul vârfurilor pavării triunghiulare se numește rețea A2. Este cazul bidimensional al unui fagure simplectic.
Rețeaua A*
2 (numită și A3
2) poate fi construită prin reuniunea tuturor celor trei rețele A2 și este echivalentă cu rețeaua A2.
 +  +  = duală a  = 
| |                                                |                                 |
| Pavare A2 triunghiulară uniformă, cu triunghiuri în 4 culori, înrudită cu poliedrul geodezic ca {3,6+}2,0 | Rețeaua A* · 2 în trei pavări triunghiulare: + | Împachetare optimă a cercurilor |

Vârfurile pavării triunghiulare sunt centrele celei mai dense împachetări a cercurilor. Fiecare cerc este în contact cu alte 6 cercuri din împachetare. Densitatea împachetării este π⁄√12 = 90,69 %.
diagramă Voronoi⁠(d) a unei pavări triunghiulare este un hexagon, astfel că pavarea Voronoi, pavarea hexagonală, are o legătură directă cu împachetarea cercurilor.

## Variații geometrice
Pavările triunghiulare pot fi realizate cu topologia echivalentă {3,6} ca pavare regulată (6 triunghiuri în jurul fiecărui vârf). Cu fețe identice, (tranzitive pe fețe) și vârfuri, există 5 variații. Simetria dată presupune că toate fețele sunt de aceeași culoare.

Triunghi scalen simetrie p2
Triunghi scalen simetrie pmg
Triunghi isoscel simetrie cmm
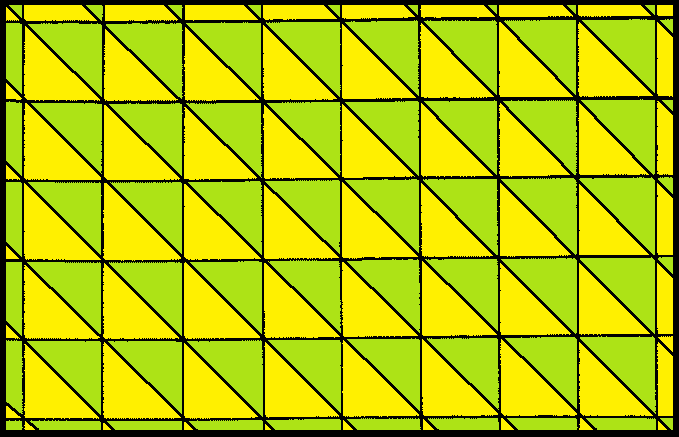
Triunghi dreptunghic simetrie cmm
Triunghi echilateral simetrie p6m

## Poliedre și pavări înrudite
Pavările plane sunt legate de poliedre. Plasarea în jurul unui vârf a mai puține triunghiuri decât permite planul lasă un gol care permite plierea într-o piramidă. Acestea pot fi extinse la poliedrele platonice: cinci, patru și trei triunghiuri pe un vârf definesc un icosaedru, un octaedru și, respectiv, un tetraedru.
Această pavare este legată topologic de secvența de poliedre regulate cu simbolurile Schläfli {3,n}, continuând în planul hiperbolic.
| Variante de pavări regulate cu simetrie: *n32 | Variante de pavări regulate cu simetrie: *n32 | Variante de pavări regulate cu simetrie: *n32 | Variante de pavări regulate cu simetrie: *n32 | Variante de pavări regulate cu simetrie: *n32 | Variante de pavări regulate cu simetrie: *n32 | Variante de pavări regulate cu simetrie: *n32 | Variante de pavări regulate cu simetrie: *n32 | Variante de pavări regulate cu simetrie: *n32 | Variante de pavări regulate cu simetrie: *n32 | Variante de pavări regulate cu simetrie: *n32 | Variante de pavări regulate cu simetrie: *n32 |
| Sferice                                       | Sferice                                       | Sferice                                       | Sferice                                       | Euclid.                                       | Hiperb. compacte                              | Hiperb. compacte                              | Paraco.                                       | Hiperbolice necompacte                        | Hiperbolice necompacte                        | Hiperbolice necompacte                        | Hiperbolice necompacte                        |
| --------------------------------------------- | --------------------------------------------- | --------------------------------------------- | --------------------------------------------- | --------------------------------------------- | --------------------------------------------- | --------------------------------------------- | --------------------------------------------- | --------------------------------------------- | --------------------------------------------- | --------------------------------------------- | --------------------------------------------- |
|                                               |                                               |                                               |                                               |                                               |                                               |                                               |                                               |                                               |                                               |                                               |                                               |
| 3.3                                           | 3                                             | 34                                            | 35                                            | 36                                            | 37                                            | 38                                            | 3∞                                            | 312i                                          | 39i                                           | 36i                                           | 33i                                           |

Este înrudită din punct de vedere topologic și cu secvența poliedrelor Catalan cu configurația feței Vn.6.6 și, de asemenea, continuă în planul hiperbolic.
| V3.6.6 | V4.6.6 | V5.6.6 | V6.6.6 | V7.6.6 |

### Construcții Wythoff pentru pavări hexagonale și triunghiulare
Ca și la poliedrele uniforme, există opt pavări uniforme care au baza pavarea hexagonală regulată (sau pavarea triunghiulară duală).
Reprezentând dalele colorate roșu pe fețele originale, galben în vârfurile originale și albastru de-a lungul laturilor originale, există 8 forme, dintre care 7 sunt topologic distincte. (Pavarea triunghiulară trunchiată este identică din punct de vedere topologic cu pavarea hexagonală.)
| Pavări hexagonale/triunghiulare uniforme | Pavări hexagonale/triunghiulare uniforme | Pavări hexagonale/triunghiulare uniforme | Pavări hexagonale/triunghiulare uniforme | Pavări hexagonale/triunghiulare uniforme | Pavări hexagonale/triunghiulare uniforme | Pavări hexagonale/triunghiulare uniforme | Pavări hexagonale/triunghiulare uniforme | Pavări hexagonale/triunghiulare uniforme |
| Domenii fundamentale                     | Simetrie: [6,3], (*632)                  | Simetrie: [6,3], (*632)                  | Simetrie: [6,3], (*632)                  | Simetrie: [6,3], (*632)                  | Simetrie: [6,3], (*632)                  | Simetrie: [6,3], (*632)                  | Simetrie: [6,3], (*632)                  | [6,3]+, (632)                            |
| ---------------------------------------- | ---------------------------------------- | ---------------------------------------- | ---------------------------------------- | ---------------------------------------- | ---------------------------------------- | ---------------------------------------- | ---------------------------------------- | ---------------------------------------- |
| Domenii fundamentale                     | {6,3}                                    | t{6,3}                                   | r{6,3}                                   | t{3,6}                                   | {3,6}                                    | rr{6,3}                                  | tr{6,3}                                  | sr{6,3}                                  |
| Domenii fundamentale                     |                                          |                                          |                                          |                                          |                                          |                                          |                                          |                                          |
|                                          |                                          |                                          |                                          |                                          |                                          |                                          |                                          |                                          |
| Config.                                  | 63                                       | 3.12.12                                  | (6.3)2                                   | 6.6.6                                    | 36                                       | 3.4.6.4                                  | 4.6.12                                   | 3.3.3.3.6                                |

| Coxeter                 |        |         |        |         |        |         |       |             |
| Imagine Figura vârfului | (3.3)3 | 3.6.3.6 | (3.3)3 | 3.6.3.6 | (3.3)3 | 3.6.3.6 | 6.6.6 | 3.3.3.3.3.3 |